# Chrysanthia geniculata
| Zur Veranschaulichung Bilder der ähnlichen Art Chrysanthia viridissima                                                                                |                                                  |
| |                                                  |
| Bild 1: Vorder- und Mittelhüften berühren sich | Bild 2: Kopf, Einlenkung der Fühler, runde Augen |
| |                                                  |
| Bild 3: Seitenansicht, das Intervall zwischen 4. Rippe und Flügeldeckenrand durch Beleuchtung hervorgehoben. Beginn der 4. Rippe in der Schulterbeule |                                                  |

Chrysanthia geniculata ist ein Käfer aus der Familie der Scheinbockkäfer (Oedemeridae). Der metallisch grün, blau oder kupfrig gefärbte Käfer ist nicht selten, wird aber wegen seiner geringen Größe von fünf bis acht Millimetern Länge wenig beachtet. Im Standardwerk Freude-Harde-Lohse für die Käfer Mitteleuropas wird er noch unter dem Namen Chrysanthia nigricornis geführt. In der Fauna Europaea ist Ch. nigricornis als Synonym zu Ch. geniculata aufgeführt.

## Beschreibung des Käfers
Wie bei allen Scheinbockkäfern sind die Vorderhüfthöhlen hinten offen. Die Vorderhüften sind zapfenförmig und berühren sich. An der Basis sind sie nur durch einen kleinen dreieckigen Fortsatz der Vorderbrust getrennt. Das Gleiche gilt für Mittelhüften und Mittelbrust (Bild 1). Die Hinterhüften sind getrennt. Die Vorderschienen besitzen zwei Enddornen. Die Hintertarsen sind viergliedrig, alle anderen fünfgliedrig (Tarsenformel 5-5-4). Bei allen Tarsen ist das Glied vor dem Klauenglied nach beiden Seiten lappenartig verbreitert. Nur das erste Glied der Hintertarsen ist unten filzig behaart.
Der Halsschild ist länglich herzförmig, seitlich gerundet und ungerandet. Er ist deutlich schmaler als die Flügeldecken.
Der Kopf ist nach vorn gestreckt und hinter den Schläfen nicht plötzlich eingeschnürt. Die Augen sitzen seitlich am Kopf. Sie sind hoch gewölbt und von der Seite gesehen eiförmig. Die Stirn ist zwischen den Augen viel breiter als zwischen den Einlenkungen der Fühler. Die Fühler sind elfgliedrig, fadenförmig und entspringen weit vor den Augen (Bild 2). Das zweite Fühlerglied ist relativ lang und nur etwa halb so lang wie das dritte. Der Kiefertaster ist viergliedrig. Das erste Glied ist sehr klein, das Endglied der Kiefertaster ist beilförmig (in Bild 2 bei genauer Betrachtung auf der rechten Seite erkennbar, links durch die Ausrichtung kaschiert; auch in Bild 3 perspektivisch schmaler).
Die Flügeldecken sind seitlich heruntergebogen und nach hinten nur leicht verengt. Die abgerundeten Schultern überragen die Basis des Halsschildes deutlich. Jede Flügeldecke besitzt vier schwach erhabene Adern. Drei sind in der Aufsicht sichtbar. Die vierte (seitliche) entspringt der Schulterbeule und verläuft parallel zum Seitenrand der Flügeldecken breit getrennt von diesem. In Bild 3 ist der durch die Belichtung goldgrüne Streifen am Flügelende durch die dritte Flügelader und den Rand der Flügeldecken begrenzt. Die Flügeldecken klaffen hinten leicht auseinander und die Naht ist höchstens nahe der Spitze gerandet.
Chrysanthia geniculata unterscheidet sich von der sehr ähnlichen Art Chrysanthia viridissima durch die Behaarung, die Ausbildung des Halsschildes und der Rippen auf den Flügeldecken und die Färbung. Die Behaarung der Flügeldecken ist bei Ch. viridissima kürzer als bei Ch. geniculata und nach hinten zeigend, bei Ch. geniculata schräg nach außen gerichtet. Zwischen der anliegenden Behaarung stehen nur bei Ch. geniculata einzelne, lange schwarze abstehende Borstenhaare. Der Halsschild ist bei Ch. geniculata kürzer als bei Ch. viridissima und sein Vorderrand abgestutzt, bei Ch. viridissima dagegen vorn in der Mitte leicht ausgerandet. Bei Ch. geniculata besitzt der Halsschild keine Mittellängslinie und ist seitlich kaum eingedrückt, bei Ch. viridissima dagegen sind seine Seiten stärker und eine Mittellängslinie eingedrückt. Die Flügeldecken sind bei Ch. viridissima lebhaft punktiert, so dass auch die Längsrippen uneben sind, während bei Ch. geniculata die Flügeldecken erloschen strukturiert sind und die Rippen glatt hervorstehen. Die Beine und Fühler sind bei Ch. viridissima dunkel, während bei Ch. geniculata die Basis der Fühler, der Schenkel und Schienen gelb sind. Bei beiden sind die Vorderschienen unten gelb.

## Synonyme
- Chrysanthia nigricornis Westhoff, 1881[2]
- Chrysanthia viridis W. Schmidt, 1846[2]

## Vorkommen
Die Käfer kommen in Europa, östlich bis nach Sibirien vor.

## Lebensweise
Die Imagines fressen Pollen, die Larven Nadelholz, in dem sie sich auch entwickeln.